# USS Bon Homme Richard (CV-31)

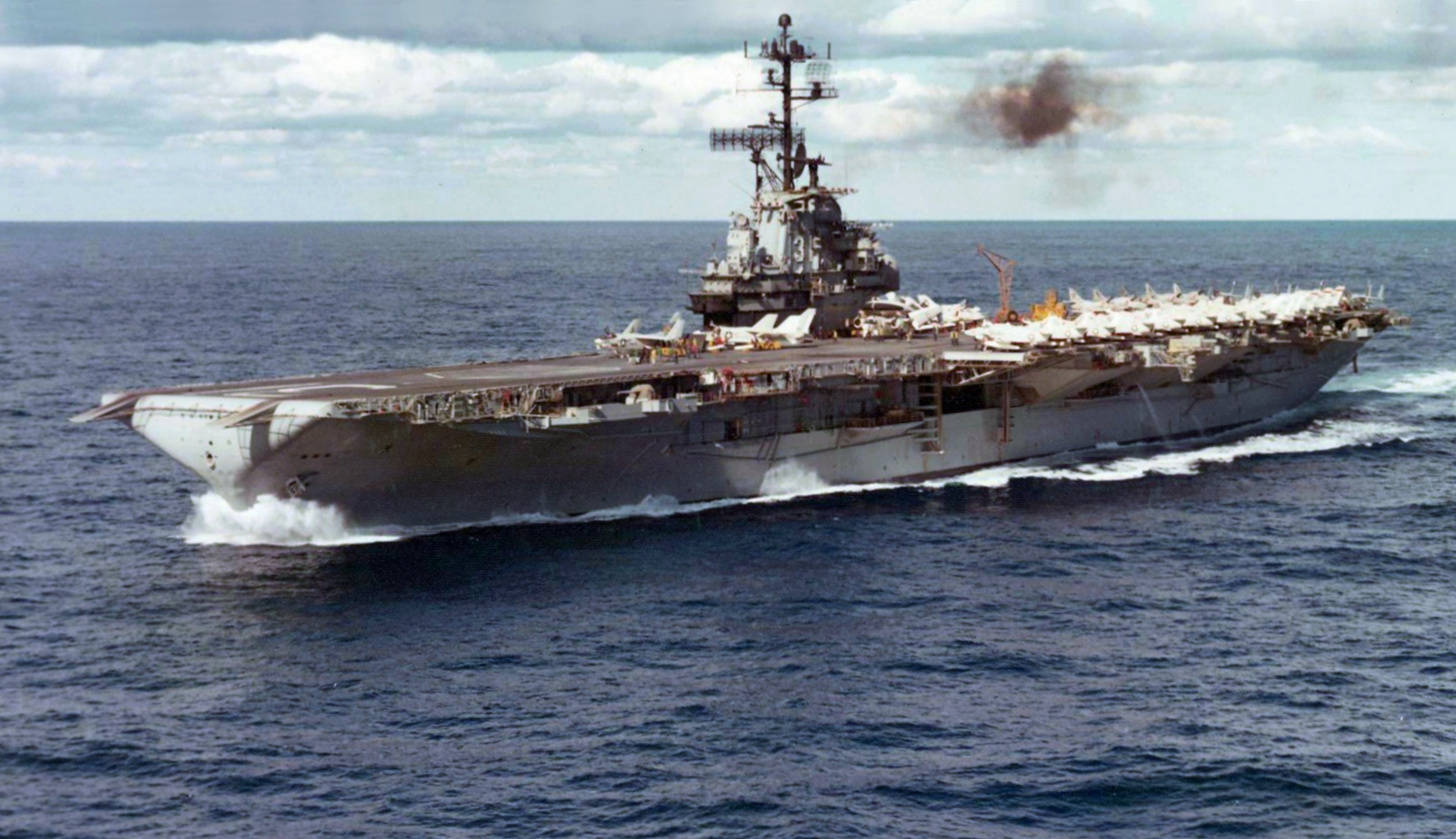
USS Bon Homme Richard i Tonkinbukten i mitten av 1960-talet.

USS Bon Homme Richard (CV/CVA-31) var ett av 24 hangarfartyg av Essex-klass som byggdes för amerikanska flottan under andra världskriget. Hon var det andra fartyget i amerikanska flottan med det namnet, döpt efter John Paul Jones kända fregatt med samma namn under amerikanska revolutionskriget. Bon Homme Richard togs i tjänst i november 1944 och hon deltog i de sista striderna under Stillahavskriget och mottog en battle star. Hon togs ur tjänst kort efter krigsslutet men moderniserades och togs åter i tjänst i början av 1950-talet som ett attackhangarfartyg (CVA). Under hennes andra tjänstgöringsperiod opererade hon enbart i Stilla havet, spelade en framträdande roll i Koreakriget, för vilket hon mottog fem battle stars, och Vietnamkriget. Hon togs ur tjänst 1971 och skrotades 1992.